# Kategoria wytrzymałości udarowej
Kategoria wytrzymałości udarowej – podział w celu wyodrębnienia różnych stopni dyspozycyjności urządzeń z punktu widzenia wymagań dotyczących ciągłości ich pracy i dopuszczalnego ryzyka uszkodzeń. Dobierając poziomy wytrzymałości udarowej urządzeń można osiągnąć koordynację izolacji w całej instalacji, redukując ryzyko uszkodzeń do dopuszczalnego poziomu, stanowiącego podstawę ograniczenia przepięć.
Wyższy numer kategorii wytrzymałości udarowej oznacza większą z wyszczególnionych wytrzymałość udarową urządzenia i umożliwia szerszy wybór metod ograniczania przepięć.

## Kategorie wytrzymałości udarowej (kategorii przepięć)
Pojęcie kategorii wytrzymałości udarowej stosuje się do urządzeń zasilanych bezpośrednio z sieci.
- Do I kategorii wytrzymałości udarowej zalicza się urządzenia przeznaczone do przyłączania do instalacji stałej budynku. Środki ochrony, służące ograniczaniu przepięć do określonego poziomu, są stosowane poza urządzeniami – albo w instalacji stałej, albo między tą instalacją a urządzeniem (przedłużacz z układem ograniczników przepięć). Przykładem takich urządzeń mogą być zabezpieczone urządzenia elektroniczne np. komputery lub telewizory. W tej kategorii spodziewany poziom przepięć przejściowych występujących w sieci 230/400 V wynosi 1,5 kV.
- Do II kategorii wytrzymałości udarowej zalicza się urządzenia przyłączane do instalacji stałej w budynku. Przykładami takich urządzeń są: urządzenia gospodarstwa domowego, elektryczne narzędzia przenośne lub podobne odbiorniki.
- Do III kategorii wytrzymałości udarowej zalicza się urządzenia będące częścią stałej instalacji, a także inne urządzenia o wyższym stopniu oczekiwanej dyspozycyjności. Przykładami takich urządzeń są: rozdzielnice tablicowe, wyłączniki, oprzewodowanie (a w tym kable), przewody szynowe, puszki łączeniowe, łączniki, gniazda wtyczkowe w instalacji stałej oraz urządzenia przemysłowe lub inne, np. stacjonarne silniki przyłączone trwale do instalacji stałej.
- Do IV kategorii wytrzymałości udarowej zalicza się urządzenia stosowane w złączu instalacji elektrycznej budynku lub w pobliżu złącza przed główną rozdzielnicą. Przykładami takich urządzeń są: mierniki energii elektrycznej, zabezpieczenia przetężeniowe i urządzenia do pomiaru tętnień.